# معشر شاني
| مَسِّكِت من التلمود  | مَسِّكِت من التلمود          |
| ---------------- | ------------------------ |
| باب              | معشر شاني (العشر الثاني) |
| قسم              | زراعيم (الزراعة)         |
| عدد المشناه      | 57                       |
| هالاه → ← معشروت |                          |

معشر شاني ( بالعبرية : מעשר שני، حرفيًا " العُشر الثاني ") هو الباب الثامن من سيدر زراعيم (بالعبرية : סדר זרעים، حرفياً "قسم الزراعة") من المشناه والتلمود . يتعلق الأمر بالتزامات العشر الثاني وكذلك قوانين الرُبَاع.

## روابط خارجية
- النص الكامل للمشناه لرسالة معشر شاني (بالعبرية والإنجليزية)